# Elof Rosenblad
Elof Rosenblad, född den 15 oktober 1756 i Lund, död den 11 januari 1838 på Hovmantorps säteri i Småland, var en svensk krigare och friherre. Han var son till Eberhard Rosén, adlad Rosenblad.
Rosenblad inskrevs tidigt vid universitetet, men lämnade snart de bokliga studierna för att ägna sig åt krigaryrket. Sedan han, sjutton år gammal, blivit sergeant vid Jämtlands regemente, befordrades han fyra år senare till fänrik vid Sprengtportens regemente, utnämndes 1781 till löjtnant och 1784 till kapten. Under sjökriget 1788 bevistade han slaget vid Hogland, och kommenderade en del av sitt regemente vid anfallet på Reval, i träffningen vid Kronstadt och vid genombrytningen ur Viborgska viken 1790. 
Året efter Gustav III:s död anställdes han som adjutant hos den unge kungen, blev samma år major, 1796 överstelöjtnant vid Danckwardtska regementet samt två år senare överste och chef för Konungens eget värvade regemente, med vilket det Sprengtportenska då förenades. Förordnad till brigadchef i Skåne 1808 erhöll han 1811 fullmakt som överste och chef för Kronobergs regemente. 
Under 1813–1814 års krig anförde han som generalmajor en häravdelning i Tyskland och Norge, utnämndes 1815 till tjänsteförrättande inspektör för första infanteriinspektionen och förordnades året därpå till brigadchef för femte infanteribrigaden. Slutligen utnämnd till generallöjtnant 1819, förordnades han till inspektör för första infanteriinspektionen.
"Genom ordningsnit och skicklighet i tjänsten rättfärdigade han de många befordringar, till vilka han i ungdomsåren beredde sig tillträde genom mod och tapperhet." Adopterad 1809 på sin yngre broder Mathias friherrliga nummer, introducerades han 1811.